# Bank van Finland
De Bank van Finland (Fins: Suomen Pankki, Zweeds: Finlands Bank) is de centrale bank van Finland.
Deze bank is in 1999 onderdeel geworden van de Europese Centrale Bank en behoort tot het Europees Stelsel van Centrale Banken.
De Bank van Finland heeft een eigen museum.